# Hochschwab (bergskedja)
Hochschwab är en bergskedja i Österrike. Den ligger i förbundslandet Steiermark, i den östra delen av landet. Massivets högsta topp är berget Hochschwab (2277 meter över havet).
Ovanför 2000 meter över havet förekommer kala bergstoppar, alpin tundra samt gräsytor och i lägre trakter blandskog.
Den största nederbördsmängden uppkommer när vinden blåser från nordväst. Bergskedjorna som ligger norr om Hochschwab är lägre och de stoppar sällan regnfronterna. På norra sidan av massivet är den genomsnittliga årsnederbörden 1430 mm och på södra sidan 1090 mm.